# Sexologies
Sexologies, sous-titrée Revue Européenne de Santé Sexuelle (ou European Journal of Sexual Health), est une revue scientifique d'évaluation par les pairs publiée par Elsevier et créée en 1992 ; c'est la revue officielle de la fédération européenne de sexologie et elle est éditée en collaboration scientifique avec l'association interdisciplinaire post-universitaire de sexologie (AIUS). Son éditrice en chef est Mireille Bonierbale.
Les publications de la revue sont trimestrielles et sont des articles originaux et de synthèse sur la sexualité humaine, ses dysfonctionnements et leur prise en charge. Le journal est interdisciplinaire : il comprend également des publications sur la recherche fondamentale anatomo-physiologique, les évaluations psychodynamique, cognitivo-comportementale et relationnelle des difficultés sexuelles, les avancées et les actualités sur la santé sexuelle, les données épidémiologiques, sociologiques, médico-légales, des informations sur les nouvelles molécules sexo-actives, la recherche en physiologie sexuelle, les reportages sur les grands congrès spécialisés, les revues de presse et analyses de livres, rubrique d'éthique, ainsi que l'agenda des différentes manifestations de sexologie dans le monde
La revue est indexée par PsycINFO, Scopus, Research4Life (Hinari) et Embase/Excerpta Medica.